# Engoulevent des Célèbes
Caprimulgus celebensis
Espèce
Statut de conservation UICN

 LC  : Préoccupation mineure
L'Engoulevent des Célèbes (Caprimulgus celebensis) est une espèce d'oiseaux de la famille des Caprimulgidae.

## Répartition
Cet oiseau peuple l'archipel des Célèbes et les îles Sula.